# 鉄道車両製造所
鉄道車両製造所（てつどうしゃりょうせいじょうしょ / 熱田鉄道車両製造所）は、鉄道庁を辞職した野田益晴が1896年（明治29年）に名古屋で創業した鉄道車両メーカーで、日本の民間企業として初めて蒸気機関車を製造した企業である。
俗に民間企業として日本で初めて蒸気機関車を製造した会社は汽車製造といわれているが、本製造所は1900年（明治33年）に徳島鉄道5号（後の鉄道院180形）を製造しており、それに対して汽車製造の1号機関車は1902年（明治35年）、台湾総督府鉄道向けのE30形であり、この俗説は誤りである。本製造所が製造した鉄道車両は、約500両と推定されている。

## 沿革
鉄道車輌製造所の設立にあたって管轄官庁の農商務省と愛知県知事の時任為基は、同時期に設立した日本車輌製造との競合をさけるべく両者に合同を勧めたが系列の違い（鉄道車両製造所は愛知銀行系、日本車輌製造は明治銀行系）により実現しなかった。
製造実績は、野田益晴が社長を務めていた七尾鉄道や九州鉄道、関西鉄道、徳島鉄道に客車を納入していたことがわかっている、また客車82両貨車497両製造したとされている。しかし1900年（明治33年）前後の不況により注文は激減、加えて設立時からの内部対立が深刻化し取締役選任にあって反対派が提訴するなど、経営危機が表面化することになる。また、支援していた愛知銀行は頭取が引責辞任する事態となった。
こうして解散やむなしという状況の中、1904年（明治37年）に陸軍省が工場を買収し、東京砲兵工廠熱田兵器製造所に転用された。

### 年表
（本節は特記以外『日本の鉄道車輌史』（p43）を参考文献とする）
- 1896年7月24日[14] - 愛知郡熱田町（名古屋）に設立[15]。創業者は官設鉄道を辞職した野田益晴[16]。
- 1896年9月 - 七尾鉄道より貨車40両、客車20両を受注。
- 1900年 - 徳島鉄道へ蒸気機関車（5号）を納入。
- 1902年 - 本製造所倒産[17]。

## 徳島鉄道5号（鉄道院180形）
イギリスから、台枠、シリンダー、輪軸、鋼鈑材を取り寄せ、本製造所でボイラーを製作し、本機を製造する。製造ではなく組み立てただけ、という説もある。本機は合計3両製造する予定で、完成した1両目は徳島鉄道に納入された。2両目と3両目は完成を見ることなく本製造所は倒産した。未成となり抵当物件として差し押さえられた2両の部品は、後に汽車製造の手に渡り、1903年に西成鉄道へ1号（3代）、3号（2代）（後の鉄道院170形）として納入されたといわれている。
180形の主な仕様軸配置 - 1B、動輪径 - 1372mm、 ボイラー圧力 - 9.8kg/cm2、重量 - 27.9t。